# Sirindhornia
Sirindhornia – rodzaj roślin z rodziny storczykowatych (Orchidaceae). Obejmuje 3 gatunki występujące w Azji Południowo-Wschodniej w Bangladeszu, Tajlandii, Mjanmie i południowo-centralnych Chinach.

## Systematyka
Rodzaj sklasyfikowany do podplemienia Orchidinae w plemieniu Orchideae, podrodzina storczykowe (Orchidoideae), rodzina storczykowate (Orchidaceae), rząd szparagowce (Asparagales) w obrębie roślin jednoliściennych.
Wykaz gatunków
- Sirindhornia mirabilis H.A.Pedersen & Suksathan
- Sirindhornia monophylla (Collett & Hemsl.) H.A.Pedersen & Suksathan
- Sirindhornia pulchella H.A.Pedersen & Indham.